# Maria Gorettikerk (Kerkrade)
De Maria Gorettikerk was een kerkgebouw in de wijk Nulland in Kerkrade in de Nederlandse provincie Limburg. De kerk stond aan de Maria Gorettistraat. Het kerkgebouw stond zo'n 30 meter ten zuiden van Schacht Nulland van de Domaniale mijn. Aan de oostzijde lag een grote parkeerplaats.
De kerk was gewijd aan de jonge Italiaanse martelares Maria Goretti. Het was de eerste kerk ter wereld die aan haar werd toegewijd.

## Geschiedenis
In 1950 werd de parochie opgericht. Half november werd de noodkerk in gebruik genomen, een oude wasserette ingericht als kerk.
Op 12 juli 1953 legde men de eerste steen en begon de bouw naar het ontwerp van Jozef Fanchamps.
Op 4 december 1954 werd de kerk ingezegend en op 18 augustus 1963 ingewijd.
In 1960 werd bij de kerk het Sint-Barbarabeeld geplaatst.
In 2004 werd de kerk aan de eredienst onttrokken.
In 2009 werd de kerk gesloopt.

## Opbouw
Het niet-georiënteerde gebouw was een kruisbasiliek op paraboolvormige grondslag. De gevel is bolwelvend en de transeptarmen zijn recht gesloten. Het gebouw werd opgetrokken in beton bekleed met baksteen.